# Ayin e Yesh

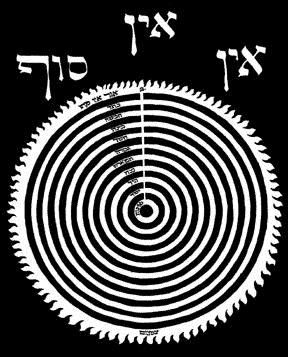
Emanazioni delle Sephirot, secondo la Cabala lurianica

Ayin (in ebraico אַיִן‎?, trad. "nulla", correlato a Ain-"non") è un importante concetto della Cabala ebraica e della filosofia chassidica. È in opposizione al termine Yesh ("qualcosa/esistenza/essere/è"). Secondo gli insegnamenti cabalistici, prima che l'universo fosse creato esisteva solo Ayin, e la prima Sephirah manifesta (emanazione divina), Chokhmah (saggezza), "viene in essere da Ayin" In questo contesto, la Sephirah Keter, la Volontà Divina, è intermediaria tra l'Infinità Divina (Ein Sof) e Chokhmah. Poiché Keter è una rivelazione suprema di Ohr Ein Sof (Luce Infinita), trascendendo le Sephirot manifeste, ne viene a volte esclusa per la sua immensa "intensità".
Ayin è strettamente associato a Ein Sof in ebraico אין סוף‎?, che viene considerato come il Divino prima della Sua automanifestazione nella creazione dei reami spirituali e fisici, "singola unità" Infinita oltre qualsiasi descrizione o limitazione. Dalla prospettiva dei reami creati emanati, la Creazione avviene "Yesh me-Ayin" ("Essere dal Nulla"). Dalla prospettiva Divina, la Creazione avviene "Ayin me-Yesh" ("Nulla dall'Essere"), poiché solo Dio possiede esistenza assoluta; la Creazione è dipendente dal flusso continuo della vitalità Divina, senza la quale ritornerebbe nel nulla. A partire dal XIII secolo, Ayin è stata una delle parole più usate nei testi cabalistici. Il simbolismo associato con la parole Ayin fu grandemente enfatizzata da Moses de León (1250-1305), a rabbino spagnolo e cabalista, mediante lo Zohar, opera fondamentale della Cabala (secondo la tradizione rabbinica invece attribuita a Rabbi Shimon bar Yochay) Per gli ebrei chassidici, Ayin si collega all'esperienza psicologica interiore di Deveikuth ("aderire" a Dio nella fisicità), e la percezione contemplativa del Panenteismo paradossale del Yesh-Ayin Divino, "Non esiste luogo vuoto di Lui". Questa assimilazione risulta però etimologica, sia per l'abnegazione nel rispetto delle Mitzvot sia nel proprio "annullamento mistico" dinanzi alla Grandezza divina.

## Storia diAyin-Yesh
Nella sua opera in lingua araba Emunoth ve-Deoth ("Credenze e Opinioni"), Saadya Gaon, rinomato rabbino del IX secolo e primo grande filosofo ebreo, sostiene che "il mondo è venuto in essere dal nulla". Questa tesi fu tradotta inizialmente in ebraico come "yesh me-Ayin", col significato di "qualcosa dal nulla", nell'XI secolo.
I filosofi ebrei del IX e X secolo adottarono il concetto di "yesh me-Ayin", contrastando i filosofi greci e il concetto aristotelico che il mondo fosse stato creato da materia primordiale e/o fosse eterno.
Sia Maimonide che il più antico autore dell'opera cabalistica Sefer Yetzirah "accettarono la formulazione della Creazione, "yesh me-Ayin." Il Cap.2, Mishnah 6 di quest'ultima include la frase: "Egli fece il Suo Ayin, Yesh". Tale dichiarazione, come nella maggioranza dei casi nei testi religiosi ebraici, può essere interpretata in modi differenti: per esempio, "Egli fece ciò che non era in ciò che è", o "Egli trasformò il Suo nulla in qualcosa". Joseph ben Shalom Ashkenazi, che scrisse un commentario su Sefer Yetzirah nel XIV secolo e Azriel di Gerona, Azriel ben Menahem, uno dei più importanti cabalisti della città catalana di Gerona (a nord di Barcellona) durante il XIII secolo, interpretò la frase della Mishnah "Fece il Suo Ayin, Yesh" come "creazione di 'yesh me-Ayin'."
Maimonide e altri filosofi ebraici discutevano di una dottrina basata sulla "teologia negativa", che afferma non esistano parole per descrivere chi sia Dio, potendo noi descrivere solo ciò che "Dio non è". La Cabala accettò questo concetto in relazione all'Ayin, facendolo diventare la base filosofica del suo significato. Tuttavia la Cabala abbraccia anche la proposizione ben più radicale che Dio viene conosciuto tramite le Sue emanazioni delle Sephirot e i suoi Reami spirituali, Emanatore ("Ma'ohr") ed emanazioni ("Ohr") che comprendono i due aspetti della Divinità.
Per i cabalisti, Ayin divenne la parola atta a descrivere la fase più antica della creazione ed era in qualche modo paradossale, poiché non era del tutto compatibile con la "creazione dal nulla". Ayin divenne per i cabalisti un simbolo di "esistenza suprema" e "il segreto mistico di essere e non essere venne unificato nel simbolo profondo e potente dell'Ayin". Vi è anche una relazione paradossale tra il significato di Ayin e Yesh dal punto di vista cabalistico. Rachel Elior, professore di filosofia ebraica e misticismo presso l'Università Ebraica di Gerusalemme, scrive che per i cabalisti Ayin (nulla) "si veste" di Yesh (tutto ciò che esiste) nello stesso modo che "la Torah nascosta si veste della Torah rivelata".

## Cabalisti eAyin-Yesh
David ben Abraham ha-Laban, cabalista medievale francese, dice:
Z'ev ben Shimon Halevi dice:

## Ayin-Yeshnello Chassidismo
Il maestro chassidico Dovber di Mezeritch dice:

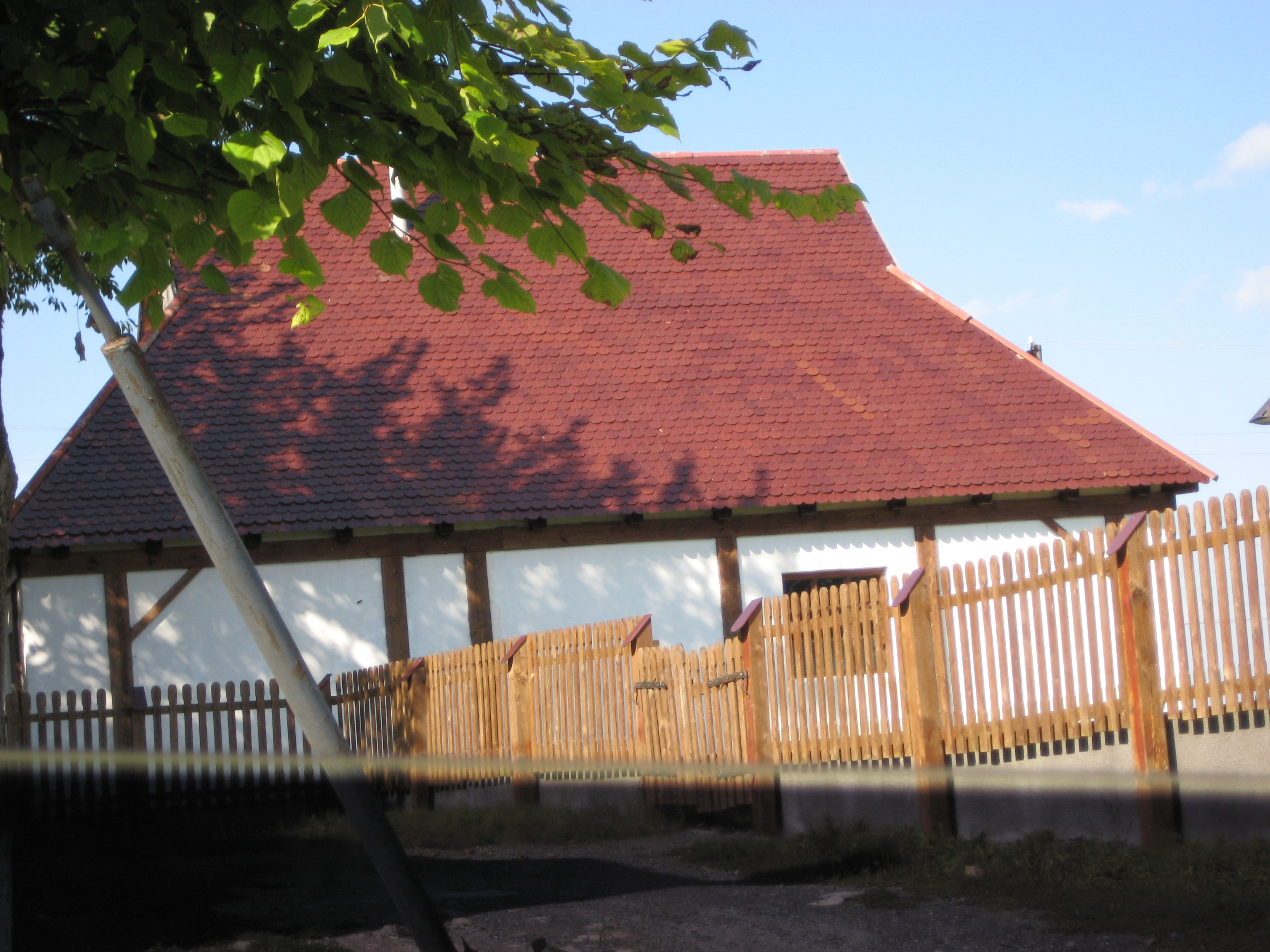
La Shul restaurata del Baal Shem Tov.
Lo Chassidismo collegava la Trascendenza Divina esoterica della Cabala alla percezione interiore dell'anima, facendo della devozione e dell'Immanenza Divina in questo mondo materiale il suo valore centrale. Differenti correnti ebraiche hanno esplorato differenti aspetti di Yesh-Ayin, dal paradosso contemplativo nello Chabad, alla fede esistenziale del gruppo chassidico Breslov, e alla dottrina carismatica della guida Tzadik

Ciò riflette l'orientamento del Chassidismo ad interiorizzare le descrizioni cabalistiche con la loro corrispondenza psicologica nell'uomo, rendendo Deveikuth (adesione a Dio) centrale per l'Ebraismo. L'aspetto populista del Chassidismo rivivifica la gente comune attraverso la vicinanza a Dio, soprattutto riflessa nei racconti chassidici in yiddish e l'attività pubblica del Baal Shem Tov, fondatore del Chassidismo. Dovber, rigoroso mistico esoterico e organizzatore di futuri leader del movimento, sviluppò l'aspetto elitario della meditazione chassidica nel bittul (annientamento dell'ego) nel Divino Ayin Nulla.
Schneur Zalman di Liadi, uno dei seguaci più stretti di Dov Ber, sviluppò il pensiero chassidico in un sistema filosofico che collegava lo schema cabalistico alla sua interpretazione della dottrina chassidica del Panenteismo. Il fedele di Chabad contempla l'interpretazione chassidica delle strutture cabalistiche, incluso il concetto di Ayin, durante la sua preghiera prolungata. Dove la Cabala si premura di categorizzare i reami celesti usando terminologia antropomorfica, questi testi di filosofia chassidica cercano di percepire la Divinità entro le strutture relazionandosi alla loro corrispondenza nell'uomo con l'uso di analogie prese dall'esperienza umana. Rachel Elior ha definito il suo studio accademico della contemplazione intellettuale Chabad "l'ascesa paradossale verso Dio", poiché descrive il paradosso dialettico di Yesh-Ayin della Creazione. Nella seconda sezione della sua fondamentale opera Tanya, Schneur Zalman spiega la nullificazione monistica illusoria Ayin dell'Esistenza Creata dalla prospettiva divina di "Unità Superiore". Il punto di vista umano nella contemplazione vede la Creazione come esistenza Yesh reale, sebbene del tutto annullata nella sua continua vitalità divina, la percezione di "Unità Inferiore". In un altro testo di Schneur Zalman:
Qui, la posizione dell'Unità Inferiore è in definitiva falsa, derivante dall'occultamento illusorio della Divinità. Nella spiegazione di Schneur Zalman, il Chassidismo interpreta la dottrina cabalistica lurianica dello Tzimtzum (apparente "Contrazione" di Dio per far posto alla Creazione) solo come un occultamento illusorio della Ohr Ein Sof. In verità, l'Ein Sof e la Ohr Ein Sof riempiono ancora tutta la Creazione, senza alcun cambiamento nella prospettiva di Dio.

### Essenza Atzmutrisolve il paradossoAyin-Yesh

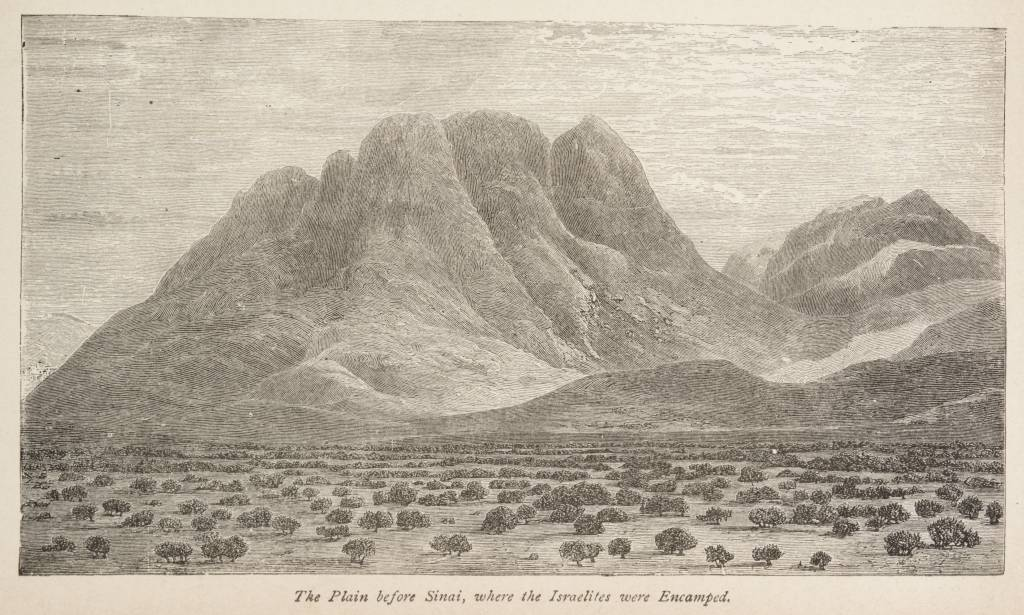
Nell'interpretazione chassidica, la rivelazione sul Monte Sinai iniziò l'unione della spiritualità discendente Ayin e la fisicità ascendente Yesh mediante la divinità superiore dell'essenza Atzmut, in maniera uguale oltre la dualità Finito-Infinito, riflessa nella Volontà Divina più recondita delle Mitzvot. Il completamento avverrà nella futura "dimora" divina di questo Mondo

Nella sistematizzazione Chabad del pensiero chassidico, il termine Ein Sof ("Nulla" Infinito) di per sé non cattura proprio l'essenza di Dio. Utilizza invece il termine Atzmus (o Atzmut - l'"Essenza" Divina). L'Ein Sof, mentre trascende tutte le differenziazioni o limitazioni, è limitato ad espressione Infinita. La vera essenza divina è superiore persino al rapporto infinito-finito. L'essenza di Dio può essere ugualmente manifesta nella finitezza e nell'infinitezza, come si trova nella dichiarazione talmudica che la Arca dell'Alleanza nel Primo Tempio non occupava spazio. Sebbene misurasse la propria larghezza e lunghezza normali, le misurazioni da ogni lato alle pareti del Santo dei Santi insieme totalizzavano l'intera larghezza e la lunghezza del santuario. Atzmus rappresenta l'essenza del nucleo divino stesso, in quanto si riferisce al fine ultimo della Creazione nel pensiero chassidico che "Dio desidera una dimora nei reami inferiori", che si realizzarà in questo mondo fisico, finito, inferiore, attraverso l'osservanza delle mitzvot.
Questo conferma la spiegazione chassidica del perché Nachmanide e i cabalisti stabilirono che l'era escatologica finale avverrà in questo mondo, contro l'opinione di Maimonide, che affermava sarà in Cielo, in conformità con la sua concezione filosofica dell'elevazione dell'intelletto al di sopra della materialità per relazionarsi a Dio. Nella Cabala, la superiorità di questo mondo è quella di consentire la rivelazione delle emanazioni divine complete, per il bene della Creazione, poiché Dio è perfezione. Ad esempio, la massima espressione della Sephirah di Carità è maggiormente rivelata quando concerne il nostro Mondo fisico più basso. Tuttavia, l'interpretazione chassidica vede le spiegazioni cabalistiche non come ragione ultima, in quanto, come la Cabala in generale, si riferisce ai regni celesti, che non sono il fine ultimo della Creazione
La rivelazione della Divinità nei reami celesti è suprema, e superiore all'attuale occultamento di Dio in questo Mondo. Tuttavia, è ancora solo una manifestazione limitata della Divinità, la rivelazione degli attributi delle Sephirot della Sapienza di Dio, della Comprensione, Carità, Potenza, Armonia, Gloria e così via, mentre l'Infinito Ein Sof di Dio e l'Ohr Ein Sof trascendono tutti i Mondi. In contrasto, le realizzazioni fisiche delle mitzvot in questo mondo riguardano, e infine riveleranno, la Divina essenza.
Nella terminologia chassidica, i reami separati di fisicità e spiritualità sono uniti mediante la loro fonte superiore nell'essenza divina. Nel racconto biblico, Dio discese sul Monte Sinai per parlare agli Israeliti "Anochi Hashem Elokecha" ("Io sono il Signore, tuo Dio") Questo viene spiegato nel pensiero chassidico per descrivere Atzmus, l'essenza divina (Anochi-"Io"), unendo i reami cabalistici separatamente manifesti di spiritualità (Hashem-il Tetragramma, nome di Infinita emanazione trascendente) e fisicità (Elokecha-Il nome di Dio, relativo alla immanente vitalità finita della Creazione). Prima che la Torah fosse data, gli oggetti fisici non potevano divenire santificati. I comandamenti di osservanza ebraica, originatisi dallo scopo divino ultimo della Creazione in Atzmus, abilitarono gli oggetti fisici ad essere utilizzati per fini spirituali, unendo i due reami e incarnando Atzmus. In questa teologia finale, mediante l'osservanza ebraica, l'uomo trasforma l'illusorio Ayin-nulla "Unità Superiore" di annullamento della Creazione così da rivelare la sua massima espressione come l'ultimo vero Yesh-esistente divino di Atzmus. In effetti, ciò fornisce la ragione interiore al pensiero chassidico del perché questo mondo si percepisce falsamente come esistente, indipendentemente dalla Divinità, a causa dell'occultamento della divina forza vitalizzante in questo mondo. Poiché questo mondo è il fine ultimo e reame di Atzmus, il vero Yesh-esistente divino, di conseguenza percepisce esternamente il proprio ego Yesh-esistente materiale creato.
Nella sistematizzazione Chabad della filosofia chassidica, l'Atzmut-essenza di Dio si collega con il 5º livello cabalistico Yechidah Etzem-essenza dell'anima, la radice Etzem-essenza più interiore della Volontà Divina in Keter, e 5º livello Yechidah Etzem-essenza della Torah, l'anima dei 4 livelli Pardes di interpretazione della Torah, espressa nell'essenza del pensiero chassidico. Nelle Sephirot, Keter, la Volontà Divina trascendente, viene rivelata e attualizzata nella Creazione tramite la prima Sephira manifesta Chokhmah-Saggezza.
Allo stesso modo, l'interpretazione chassidica della Volontà-fine essenziale della Creazione, una "dimora per l'Atzmus-essenza divina nel mondo inferiore", viene attualizzata attraverso il processo di elevazione delle scintille di santità incorporate nelle cose materiali, tramite il loro utilizzo per le osservanze ebraiche, lo schema lurianico di Saggezza-Cabala. Una volta che tutte le scintille di santità cadute sono redente, l'Era Messianica inizia. Nella spiegazione chassidica, completando questo processo esoterico di Saggezza-Cabala, si raggiunge in tal modo il più sublime fine della Volontà Divina, nella rivelazione che questo mondo è la "dimora" Atzmus di Dio. Nella Cabala, la Torah è il modello divino della Creazione: "Dio guardò nella Torah e creò il Mondo". La Sephirah Keter è la Volontà Suprema alla base di questo modello, la fonte di provenienza della Torah. Secondo il pensiero chassidico, "la Torah deriva da Chokhmah-Saggezza, ma la sua fonte e radice supera grandemente il livello di Chokmah, e viene chiamata Volontà Suprema". Questo significa che secondo il pensiero chassidico, la Torah è espressione della Ragione Divina. La ragione è focalizzata verso il raggiungimento di un determinato obiettivo. Tuttavia, lo scopo di raggiungere tale obiettivo trascende e permea la facoltà razionale. Una volta che la ragione raggiunge l'obiettivo, la gioia della volontà superiore essenziale più interiore è realizzata, la rivelazione di Atzmus in questo Mondo. Di conseguenza, il pensiero chassidico dice che a quel punto questo Mondo darà origine ai Mondi spirituali, e il corpo umano darà vita all'anima. Lo Yesh dell'ego sarà annullato nell'Ayin Divino, diventando il riflesso del vero Yesh Divino.

### Atzmusnel futuro escatologico
La risoluzione del paradosso Ayin-Yesh della Creazione tramite Atzmus supera la comprensione umana presente, dato che si unisce al paradosso Finito-Infinito della Divinità. Ciò è rappresentato nel paradosso Tzimtzum lurianico, interpretato non-letteralmente nel Panenteismo chassidico. Dio rimane entro lo spazio apparentemente "liberato" della Creazione, come prima, quale "Io sono il Signore, non cambio" (Malachia 3:6), l'"Unità Superiore" Infinita che nullifica la Creazione in Ayin-nulla. La Creazione, sebbene dipenda dalla forza vitale continua, percepisce la sua propria Yesh-esistenza, l'"Unità Inferiore" Finita. L'unità assoluta di Atzmus, espressione ultima del Monoteismo ebraico, unisce i due opposti. Maimonide codifica l'Era Messianica e la Resurrezione fisica dei Morti come gli ultimi due principi tradizionali della fede ebraica, con la Cabala che afferma che la Resurrezione sarà l'escatologia finale e permanente. Attualmente, i reami celesti superni percepiscono l'immanente Luce Divina creativa di Mimalei Kol Olmim ("Pervade tutti i Mondi"), secondo i loro livelli discendenti innumerabilmente vari. Nell'era messianica, questo mondo o, meglio, nel Mondo futuro percepirà la Luce trascendente di Sovev Kol Olmim ("Che comprende tutti i Mondi"). Nell'Era della Resurrezione, generata tramite la precedente osservanza ebraica "dal basso", la vera presenza di Atzmus sarà rivelata nella Creazione fisica finita. Una sua anticipazione fu vissuta temporaneamente sul Monte Sinai, quando l'intera Nazione di Israele udì il pronunciamento divino, pur rimanendo nella fisicità. Dato che ciò fu imposto "dall'alto" da Dio, il Midrash dice che Dio fece rivivere le loro anime con la futura "Rugiada della Risurrezione".

## Il concetto diAyin-Yeshin letteratura e scienza

Il Big Bang e l'espansione dell'universo

Nella sua trilogia autobiografica Love and Exile (Amore ed esilio), Isaac Bashevis Singer, scrittore statunitense ebreo e Premio Nobel, si ricorda di quando studiava la Cabala e cercava di capire come potesse essere che 
egli stesso, il topo nel suo buco, lo scarafaggio sul muro, e il cadavere nella tomba fossero identici in ogni senso, come lo erano i sogni e la realtà...
Le teorie scientifiche del "Big Bang" e le idee sull'Universo creato dal nulla somigliano a quelle espresse nella Cabala. "Quando uno legge La grande storia del tempo di Stephen Hawking, forse un'indicazione di avvenimenti futuri, le affinità con la Cabala sono sorprendenti." Lo scrittore Kenneth Hanson vede una somiglianza tra l'idea cabalistica che le lettere ebraiche fossero la materia da cui l'Universo fu creato e la spiegazione di Stephen Hawking del perché la Teoria della Relatività di Albert Einstein ad un certo punto verrà invalidata da una "singolarità". Hanson asserisce che, sebbene le lettere ebraiche abbiano forme, in realtà sono fatte dal nulla, come anche la singolarità del Big Bang. Hanson inoltre sostiene che la singolarità del Buco nero potrebbe essere paragonata alle "sfere del nulla" cabalistiche, come era scritto nel primo testo cabalistico Sefer Yetzirah: "Poiché quella che è luce è non-oscurità, e quella che è oscurità è non-luce."
Nel loro libro The Grand Design i fisici Stephen Hawking e Leonard Mlodinow affermano che non c'era nulla prima del Principio, e lo spiegano paragonando il Principio al Polo Sud. Dicono: "Non c'è nulla a sud del Polo Sud", e non c'era nulla prima del Principio.